# Stabsofficer
Stabsofficer er en officer, som gør tjeneste i en militær stab.
Tidligere var det i de fleste udenlandske arméer fælles betegnelse for en oberst, oberstløjtnant eller major. I Frankrig svarede denne betegnelse til officier supérieur, mens det i Sverige var regimentsofficer.
| Militær | Spire Denne artikel om militær er en spire som bør udbygges. Du er velkommen til at hjælpe Wikipedia ved at udvide den. |